# Cristina Gálvez
Cristina Gálvez (n. 1916, Lima, Peru – d. 1982, Lima, Peru) a fost o sculptoriță peruană. Alături de Joaquín Roca Rey, Jorge Piqueras și Juan Guzmán a fost numită unul dintre cei mai importanți sculptori peruani din secolul al XX-lea.

## Carieră
S-a format inițial în Franța și Belgia, a învățat de la o vârstă fragedă marile transformări dezvoltate în Europa înainte de al doilea război mondial. Primele sale studii profesionale, în anii 1930, au fost în ateliere ale unor artiști europeni renumiți, cum ar fi Mauride la Paris și Van der Stecken la Bruxelles, al căror numitor comun s-a bazat pe cererea tehnică și promovarea libertății creative. În aceste ateliere devine interesată de desen, dar abia când a studiat postcubismul parizianului André Lothe - care obișnuia să infuzeze o anumită rigoare constructivă în studenții săi - își va consolida meseria. La întoarcerea în Peru, în 1936, ea a întâlnit grupul de artiști cunoscuți ca „Independenții”, printre care s-au evidențiat Ricardo Grau, Macedonio de la Torre, Sérvulo Gutiérrez și Juan Ugarte Elespuru, mișcare la care s-a alăturat după ce a părăsit Școala Națională de Arte Plastice și a început să lucreze cu cel care reprezenta avangarda în acel moment, pictorul peruviano-elvețian Enrique Kleiser. Între această redescoperire personală a țării, pe de o parte, și un nou afloriment modernist, pe de altă parte, în care se naște vocația sa pentru sculptură, activitate care se va impune ca fiind principală în viața lor. Munca pe care o dezvoltă din măștile de piele Huanuquen - material nepublicat printre sculpturile savantului peruan - îi permite să acceseze, la începutul anilor cincizeci, o bursă în Europa, unde își desfășoară pregătirea sculpturală.